# Vellefaux
Vellefaux là một xã ở tỉnh Haute-Saône trong vùng Franche-Comté phía đông Pháp. Xã có diện tích 10,02 km2, dân số năm 2006 là 489 người. Khu vực này có độ cao từ 305-426 mét trên mực nước biển.